# 川村友斗
川村 友斗（かわむら ゆうと、1999年8月13日 - ）は、北海道松前郡松前町出身のプロ野球選手（外野手）。右投左打。福岡ソフトバンクホークス所属。

## 経歴

### プロ入り前
北海高校では2年時に打線の中軸を任され、夏の甲子園大会での準優勝に貢献。当時のチームメイトに阪口皓亮がいる。
高校卒業後は、仙台大学に進学。大学4年時の2021年度プロ野球ドラフト会議で福岡ソフトバンクホークスより育成選手ドラフト2位指名を受け、入団。背番号は132。

### ソフトバンク時代
2022年、二軍公式戦に39試合出場し、打率.193、1本塁打、5盗塁、9打点、三軍戦では54試合に出場し、打率.261、4本塁打、12盗塁、22打点を記録する。
2023年シーズンは一軍オープン戦に12試合出場し、打率.357、1本塁打の結果を残したものの、オープン戦最終盤に二軍降格となった。4月23日の二軍・広島戦で死球を受け左肘を亀裂骨折したものの、5月14日の四軍戦で実戦復帰した。その後もチームの左打者の層が厚く一軍・支配下選手昇格はならなかった。二軍公式戦に68試合出場し、打率.260、6本塁打、6盗塁、20打点、三軍・四軍戦では、47試合に出場し、打率.364、4本塁打、12盗塁、34打点と前年の成績を上回る。ファーム日本選手権では4打数3安打2打点を見せ、最優秀選手（MVP）賞を受賞した。冬は田上奏大とともにプエルトリコのウィンターリーグに派遣された。
2024年も一軍オープン戦への出場を続け、3月19日、緒方理貢、仲田慶介とともに支配下選手契約を結んだ。背番号は61、推定年俸は650万円となった。3人揃って開幕一軍登録された。4月6日には大学4年間を過ごした仙台で行われた東北楽天ゴールデンイーグルス戦で、「7番・右翼手」としてプロ初先発。北海道から駆けつけた家族が見守る中、初安打初打点を記録し勝利に貢献。初のヒーローインタビューも受けた。4月24日の対千葉ロッテマリーンズ戦では「1番・中堅手」で出場し、初の3安打猛打賞を記録した。4月下旬から5月上旬にかけて11試合連続安打を放ち、4月は月間打率.393を記録した。9月22日の楽天戦では高田孝一から初本塁打を放った。同年は88試合に出場し、打率.268、1本塁打、14打点を記録。12月4日、1400万円増となる推定年俸2050万円で契約を更改した。

## 選手としての特徴・人物
高い打撃センスを誇る外野手で、長打力と勝負強さを兼ね備える。遠投105mの強肩と50m走6秒0の俊足も武器。
愛称は「ムー」、「川ちゃん（正木智也らから）」、「川村氏（仲田慶介らから）」など。
自身と同時に支配下登録された元育成選手である緒方理貢、仲田慶介とのトリオは「育成三銃士」と呼ばれている。
好きな言葉は、母校である北海高校の校訓「百折不撓」。

## 詳細情報

### 年度別打撃成績
| 年 度     | 球 団        | 試 合 | 打 席 | 打 数 | 得 点 | 安 打 | 二 塁 打 | 三 塁 打 | 本 塁 打 | 塁 打 | 打 点 | 盗 塁 | 盗 塁 死 | 犠 打 | 犠 飛 | 四 球 | 敬 遠 | 死 球 | 三 振 | 併 殺 打 | 打 率 | 出 塁 率 | 長 打 率 | O P S |
| --------- | ------------ | ----- | ----- | ----- | ----- | ----- | -------- | -------- | -------- | ----- | ----- | ----- | -------- | ----- | ----- | ----- | ----- | ----- | ----- | -------- | ----- | -------- | -------- | ----- |
| 2024      | ソフトバンク | 88    | 140   | 123   | 27    | 33    | 8        | 2        | 1        | 48    | 14    | 3     | 1        | 3     | 1     | 10    | 0     | 3     | 43    | 1        | .268  | .336     | .390     | .726  |
| 通算：1年 | 通算：1年    | 88    | 140   | 123   | 27    | 33    | 8        | 2        | 1        | 48    | 14    | 3     | 1        | 3     | 1     | 10    | 0     | 3     | 43    | 1        | .268  | .336     | .390     | .726  |

- 2024年度シーズン終了時

### 年度別守備成績
| 年 度 | 球 団        | 外野  | 外野  | 外野  | 外野  | 外野  | 外野     |
| 年 度 | 球 団        | 試 合 | 刺 殺 | 補 殺 | 失 策 | 併 殺 | 守 備 率 |
| ----- | ------------ | ----- | ----- | ----- | ----- | ----- | -------- |
| 2024  | ソフトバンク | 82    | 84    | 0     | 0     | 0     | 1.000    |
| 通算  | 通算         | 82    | 84    | 0     | 0     | 0     | 1.000    |

- 2024年度シーズン終了時

### 記録
初記録
- 初出場：2024年4月4日、対千葉ロッテマリーンズ3回戦（福岡PayPayドーム）、6回裏に柳田悠岐の代走で出場
- 初打席：同上、8回裏に高野脩汰から空振り三振
- 初先発出場：2024年4月6日、対東北楽天ゴールデンイーグルス2回戦（楽天モバイルパーク宮城）、「7番・右翼手」で先発出場[34]
- 初打点：同上、7回表に荘司康誠から左犠飛[35]
- 初安打：同上、9回表に渡辺翔太から左前適時打
- 初盗塁：2024年4月19日、対オリックス・バファローズ4回戦（福岡PayPayドーム）、8回裏に二盗（投手：比嘉幹貴、捕手：若月健矢）
- 初本塁打：2024年9月22日、対東北楽天ゴールデンイーグルス24回戦（みずほPayPayドーム福岡）、2回裏に高田孝一から右越2ラン

### 背番号
- 132（2022年[5] - 2024年3月18日）
- 61（2024年3月19日[17] - ）

### 登場曲
- 「Fanfare」TWICE（2022年）
- 「名前を呼ぶよ」SUPER BEAVER（2022年）
- 「生きろ」NEWS（2023年 - ）
- 「君がいる」加賀谷はつみ（2023年 - ）